# Baltischer Goldsteinbeißer
Der Baltische Goldsteinbeißer (Sabanejewia baltica) ist eine benthische Süßwasserfischart aus der Familie Cobitidae (Steinbeißer) innerhalb der Ordnung der Cypriniformes (Karpfenartige).

## Verbreitung, Lebensraum und Biologie
Die Art hat, verglichen mit den anderen Vertretern der Gattung ein relativ großes Verbreitungsgebiet. Sie ist im Dnister, Dnepr und Don heimisch, die zum Einzugsgebiet des Schwarzen Meers gehören. Sie wurde ebenfalls in der Weichsel, in der Oder und im Oderzufluss Neiße nachgewiesen, die in die Ostsee entwässern.
Der Baltische Goldsteinbeißer besiedelt eine Vielzahl unterschiedlicher Fließgewässerhabitate, meidet jedoch größere Flüsse im Tiefland. Er bevorzugt klares Wasser und ein sandiges oder kiesiges Substrat, in das er sich gelegentlich eingräbt. Die Laichzeit ist im Frühling. Die Eier sind 1,1–1,2 mm groß, besitzen eine klebrige Oberfläche und werden auf dem Substrat abgelegt. Die Entwicklungszeit der Eier beträgt bei einer Wassertemperatur von 22 °C etwa 50–60 Stunden. Die Larven erreichen eine Größe von 3,1–4,2 mm und beginnen nach sechs Tagen mit der Nahrungsaufnahme.
Die Art wird von der IUCN als „nicht gefährdet“ eingestuft.

## Merkmale
Sabanejewia baltica erreicht eine Standardlänge von 9 cm. Wie bei allen Arten der Gattung Sabanejewia sind die Tiere durch eine Reihe schwarzer Flecke an den Körperseiten charakterisiert. Im Gegensatz zu einigen anderen Arten der Gattung gibt es unterhalb dieser Flecke keine weiteren dunkel pigmentierten Stellen. Viele Individuen besitzen eine gleichmäßige, dunkle Pigmentierung der Flanken. Auf der Schwanzflossenbasis befinden sich auf jeder Körperseite zwei dunkle Flecke, deren Abstand zueinander geringer ist als ihr Durchmesser. Die Rückenflosse beginnt auf Höhe der Bauchflossen oder davor.